# Masade
Masade (hebr. מסעדה; arab. مسعدة) – samorząd lokalny położony w Dystrykcie Północnym, w Izraelu.
Miasteczko leży w północnej części Wzgórz Golan.

## Demografia
Zgodnie z danymi Izraelskiego Centrum Danych Statystycznych w 2006 roku w osadzie żyło 3,3 tys. mieszkańców, wszyscy Druzowie.
Populacja osady pod względem wieku (dane z 2006):
| Wiek (w latach) | Procent populacji w % |
| --------------- | --------------------- |
| 0-4             | 12,5%                 |
| 5-9             | 10,8%                 |
| 10-14           | 9,1%                  |
| 15-19           | 8,0%                  |
| 20-29           | 19,0%                 |
| 30-44           | 23,7%                 |
| 45-59           | 10,5%                 |
| ponad 60        | 6,4%                  |

Źródło danych: Central Bureau of Statistics.